# Noppanon Kachaplayuk
Noppanon Kachaplayuk (tiếng Thái: นพนนท์ คชพลายุกต์, sinh ngày 2 tháng 8 năm 1991), còn được biết với tên đơn giản Aof (tiếng Thái: อ็อฟ), là một cầu thủ bóng đá người Thái Lan thi đấu ở vị trí hậu vệ phải.

## Danh hiệu

### Quốc tế
U-19 Thái Lan
- Giải vô địch bóng đá U-19 Đông Nam Á
  -  Vô địch (1): 2009